# Sebastian Giovinco
Sebastian Giovinco (26. leden 1987 Turín, Itálie) je bývalý italský fotbalový útočník.

## Reprezentační kariéra
V reprezentačním A-mužstvu Itálie debutoval 9. 2. 2011 v přátelském utkání v Dortmundu proti Německu (remíza 1:1).
Zúčastnil se Mistrovství Evropy ve fotbale 2012, kde Itálie podlehla ve finále Španělsku 0:4. Získal tak stříbrnou medaili.
V červnu 2013 se zúčastnil Konfederačního poháru FIFA 2013 konaného v Brazílii, kde v zápase proti Japonsku vstřelil svůj první gól v seniorské reprezentaci. Itálie na turnaji podlehla v semifinále opět Španělsku, tentokrát v penaltovém rozstřelu poměrem 6:7 (samotný zápas skončil bez branek i po prodloužení). Giovinco svůj penaltový pokus proměnil.

## Přestupy
Zdroj:
- z Juventus do Parma za 1 000 000 euro (hostování)
- z Juventus do Parma za 3 000 000 euro (spoluvlastnictví)
- z Parma do Juventus za 11 000 000 euro
- z Juventus do Toronto zadarmo
- z Toronto do Al Hilal za 2 750 000 euro

## Statistika

### Klubová
| Sezóna             | Klub               | Ligová soutěž      | Ligová soutěž | Ligová soutěž | Domácí poháry | Domácí poháry | Domácí poháry | Kontinentální poháry | Kontinentální poháry | Kontinentální poháry | Celkem | Celkem |
| Sezóna             | Klub               | Soutěž             | Zápasy        | Góly          | Soutěž        | Zápasy        | Góly          | Soutěž               | Zápasy               | Góly                 | Zápasy | Góly   |
| ------------------ | ------------------ | ------------------ | ------------- | ------------- | ------------- | ------------- | ------------- | -------------------- | -------------------- | -------------------- | ------ | ------ |
| 2006/07            | Juventus           | Serie B            | 3             | 0             | IP            | 0             | 0             | -                    | 0                    | 0                    | 3      | 0      |
| 2007/08            | Empoli             | Serie A            | 35            | 6             | IP            | 1             | 0             | PU                   | 1                    | 0                    | 37     | 6      |
| 2008/09            | Juventus           | Serie A            | 19            | 2             | IP            | 3             | 1             | LM                   | 5                    | 0                    | 27     | 3      |
| 2009/10            | Juventus           | Serie A            | 15            | 1             | IP            | 0             | 0             | -                    | 0                    | 0                    | 15     | 1      |
| 2010/11            | Parma              | Serie A            | 30            | 7             | IP            | 2             | 0             | -                    | 0                    | 0                    | 32     | 7      |
| 2011/12            | Parma              | Serie A            | 36            | 15            | IP            | 2             | 1             | -                    | 0                    | 0                    | 38     | 16     |
| Celkem za Parmu    | Celkem za Parmu    | Celkem za Parmu    | 66            | 22            | -             | 4             | 1             | -                    | 0                    | 0                    | 70     | 23     |
| 2012/13            | Juventus           | Serie A            | 31            | 7             | IP+IS         | 3+1           | 2+0           | LM                   | 7                    | 2                    | 42     | 11     |
| 2013/14            | Juventus           | Serie A            | 17            | 2             | IP+IS         | 2+0           | 1             | LM+EL                | 4+7                  | 0                    | 30     | 3      |
| 2014/15            | Juventus           | Serie A            | 7             | 0             | IP+IS         | 1+0           | 2             | LM                   | 3                    | 0                    | 11     | 2      |
| Celkem za Juventus | Celkem za Juventus | Celkem za Juventus | 92            | 12            | -             | 10            | 6             | -                    | 30                   | 2                    | 132    | 20     |
| 2015               | Toronto            | MLS                | 33+1          | 22+0          | KM            | 1             | 1             | -                    | 0                    | 0                    | 35     | 23     |
| 2016               | Toronto            | MLS                | 28+6          | 17+4          | KM            | 3             | 1             | -                    | 0                    | 0                    | 37     | 22     |
| 2017               | Toronto            | MLS                | 25+4          | 16+1          | KM            | 3             | 3             | -                    | 0                    | 0                    | 32     | 20     |
| 2018               | Toronto            | MLS                | 28            | 13            | KM            | 1             | 1             | LMC                  | 8                    | 4                    | 37     | 18     |
| Celkem za Toronto  | Celkem za Toronto  | Celkem za Toronto  | 125           | 73            | -             | 8             | 6             | -                    | 8                    | 4                    | 142    | 83     |
| 2019               | Al Hilal           | SPL                | 10            | 4             | SAP           | 2             | 0             | LMA 19               | 5                    | 1                    | 17     | 5      |
| 2019/20            | Al Hilal           | SPL                | 26            | 7             | SAP           | 4             | 1             | LMA 19+LMA 20+MSk    | 8+4+2                | 1+1                  | 44     | 10     |
| 2020/21            | Al Hilal           | SPL                | 21            | 1             | SAP+SAS       | 0+1           | 0             | LMA 21               | 0                    | 0                    | 22     | 1      |
| Celkem za Al Hilal | Celkem za Al Hilal | Celkem za Al Hilal | 57            | 12            | -             | 7             | 1             | -                    | 19                   | 3                    | 83     | 16     |
| 2022               | Sampdoria          | Serie A            | 2             | 0             | -             | 0             | 0             | -                    | 0                    | 0                    | 2      | 0      |
| Celkově            | Celkově            | Celkově            | 377           | 125           | -             | 31            | 14            | -                    | 58                   | 9                    | 466    | 148    |

### Reprezentační

#### Statistika na velkých turnajích
| Reprezentace | Rok     | Zápasy             | Zápasy | Zápasy     | Zápasy           | Zápasy           | Zápasy   |
| Reprezentace | Rok     | Fáze turnaje       | Datum  | Soupeř     | Odehraných minut | Vstřelené branky | Výsledek |
| ------------ | ------- | ------------------ | ------ | ---------- | ---------------- | ---------------- | -------- |
| Itálie       | ME 2012 | 1 zápas ve skupině | 10. 6. | Španělsko  | 25               | 0                | 1:1      |
| Itálie       | ME 2012 | 2 zápas ve skupině | 14. 6. | Chorvatsko | 7                | 0                | 1:1      |

### Reprezentační branka
| Gól | Datum           | Stadion                            | Soupeř   | Skóre | Výsledek | Soutěž                       |
| --- | --------------- | ---------------------------------- | -------- | ----- | -------- | ---------------------------- |
| 010 | 19. června 2013 | Arena Pernambuco, Recife, Brazílie | Japonsko | 4:3   | 4:3      | Konfederační pohár FIFA 2013 |

## Úspěchy

### Klubové

#### Národní
- vítěz italské ligy (2x)

Juventus: 2012/13, 2013/14
- vítěz MLS (1x)

Toronto: 2017
- vítěz saúdskoarabské ligy (2x)

Al Hilal: 2019/20, 2020/21
- vítěz kanadského mistrovství (3x)

Toronto: 2016, 2017, 2018
- vítěz MLS Supporters' Shield (1x)

Toronto: 2017
- vítěz 2. italské ligy (1x)

Juventus: 2006/07
- vítěz saúdskoarabského poháru (1x)

Al Hilal: 2019/20
- vítěz italského superpoháru (2x)

Juventus: 2012, 2013

#### Kontinentální
- vítěz ligy mistrů AFC (1x)

Al Hilal: 2019

### Reprezentační
- 1× na ME (2012 - stříbro)
- 1× na Konfederačním poháru (2013 - bronz)
- 1x na OH (2008)
- 1× na ME U21 (2009 - bronz)

### Individuální
- 1x nejlepší fotbalista kanadského mistrovství (2017)
- 1x vítěz ceny o nejlepšího fotbalisty MLS (2015)
- 1x vítěz ceny o nejlepšího střelce MLS (2015–22 branek)
- 1x nejlepší střelec kanadského mistrovství (2018–3 branky)
- 1x Zlatý míč ligy mistrů CONCACAF (2018)
- 1x All Stars Team LM AFC (2018)
- 3x All Stars Team MLS (2015, 2016, 2017)
- 1x All Stars Team na ME U21 (2009)